# Fendlerella utahensis
Fendlerella utahensis är en hortensiaväxtart som först beskrevs av S. Wats., och fick sitt nu gällande namn av A. A. Heller. Fendlerella utahensis ingår i släktet Fendlerella och familjen hortensiaväxter. Utöver nominatformen finns också underarten F. u. cymosa.

## Bildgalleri

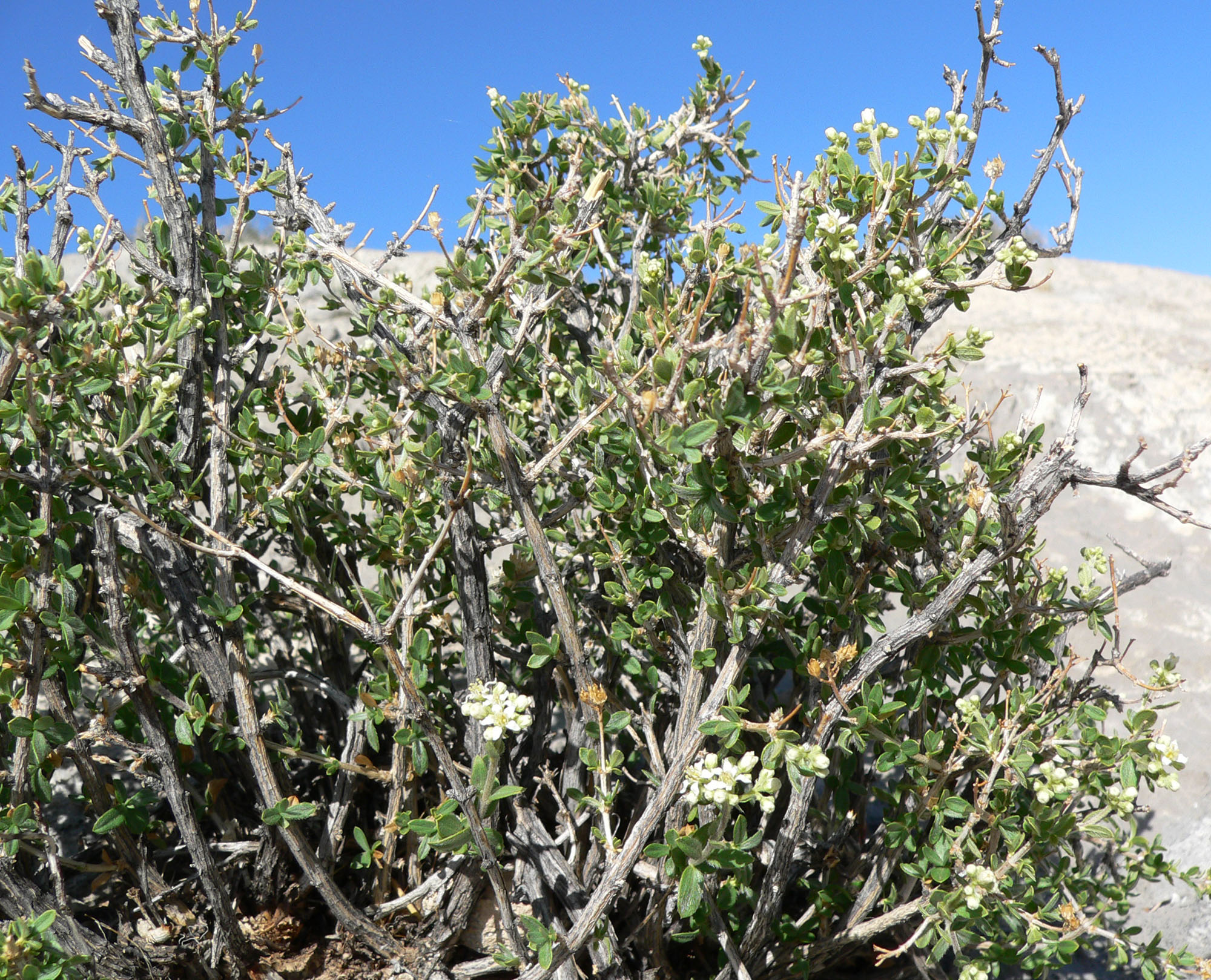
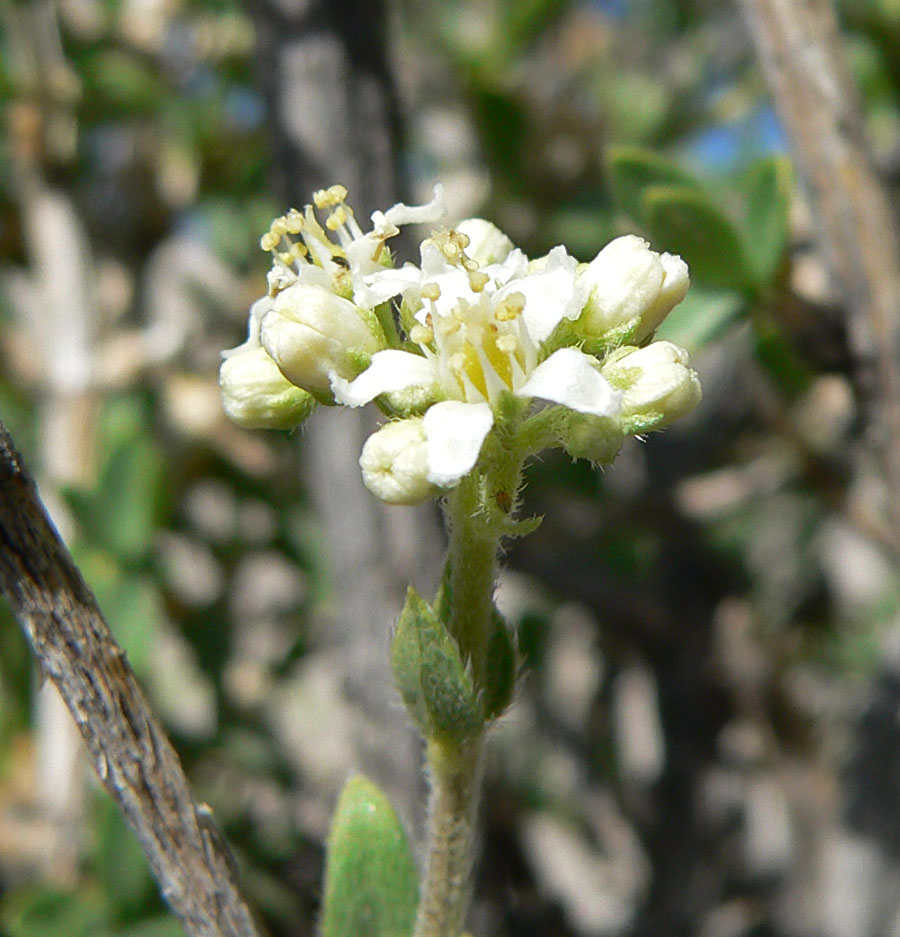
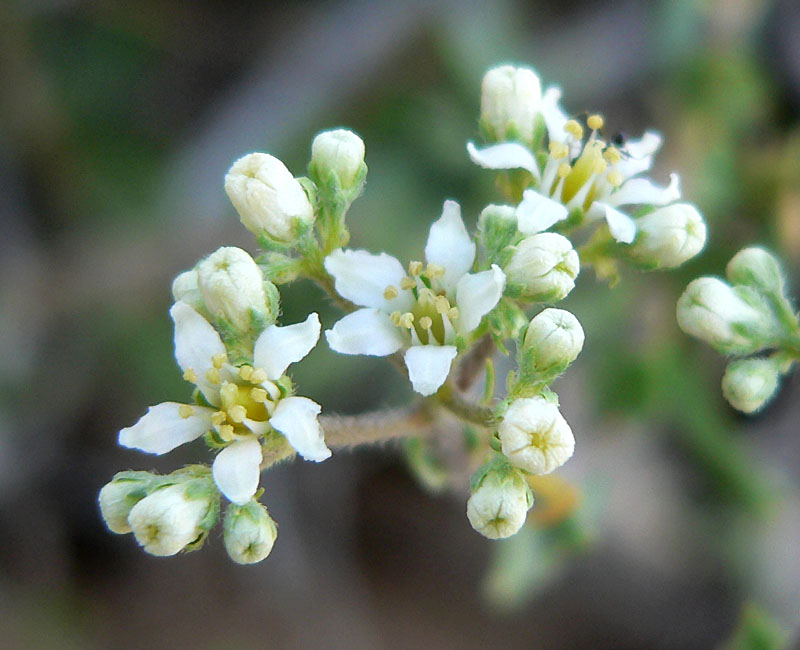
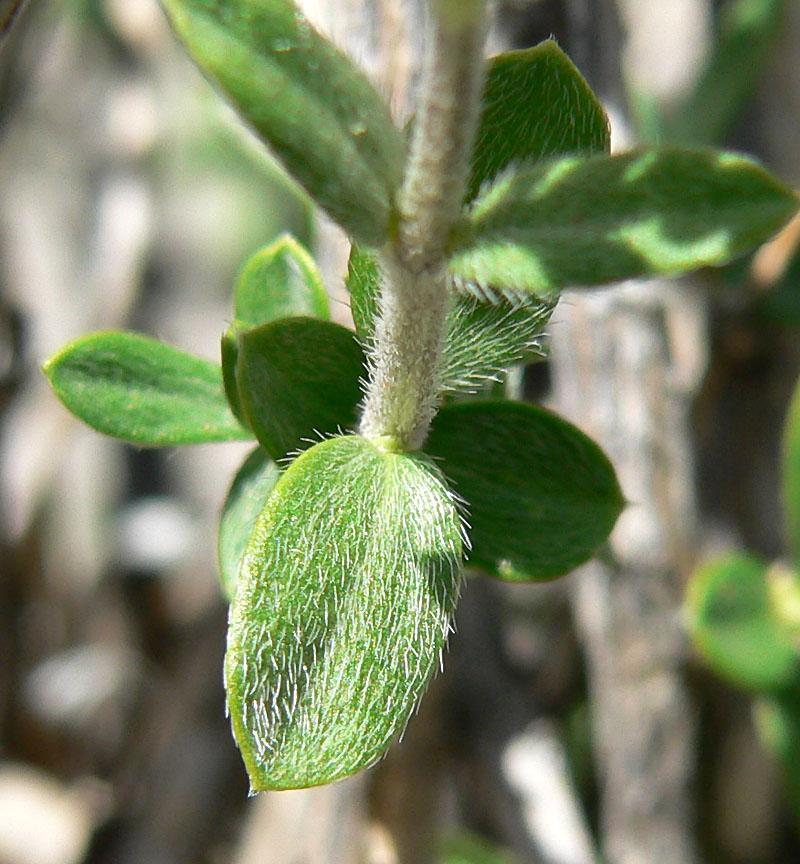
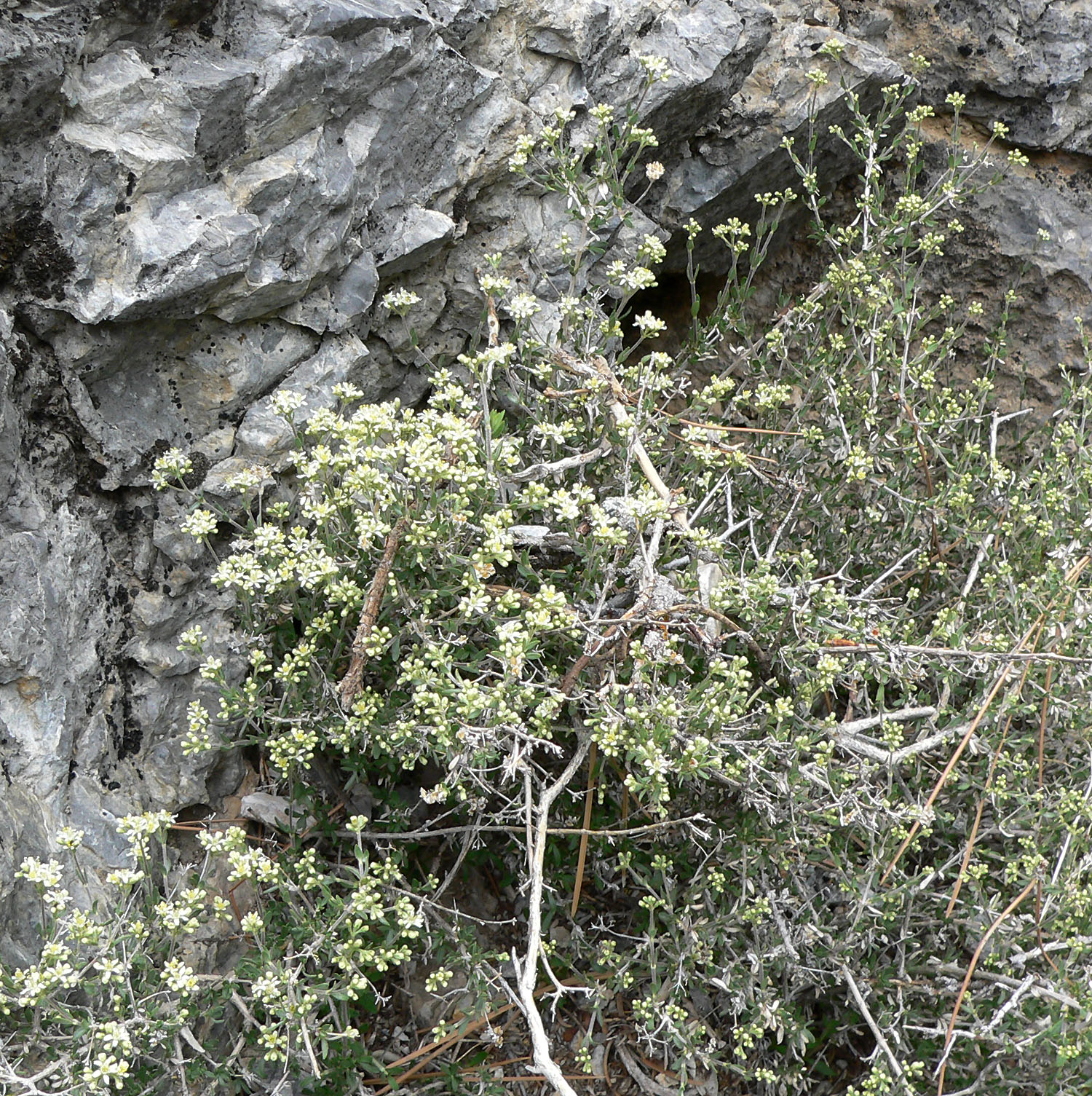
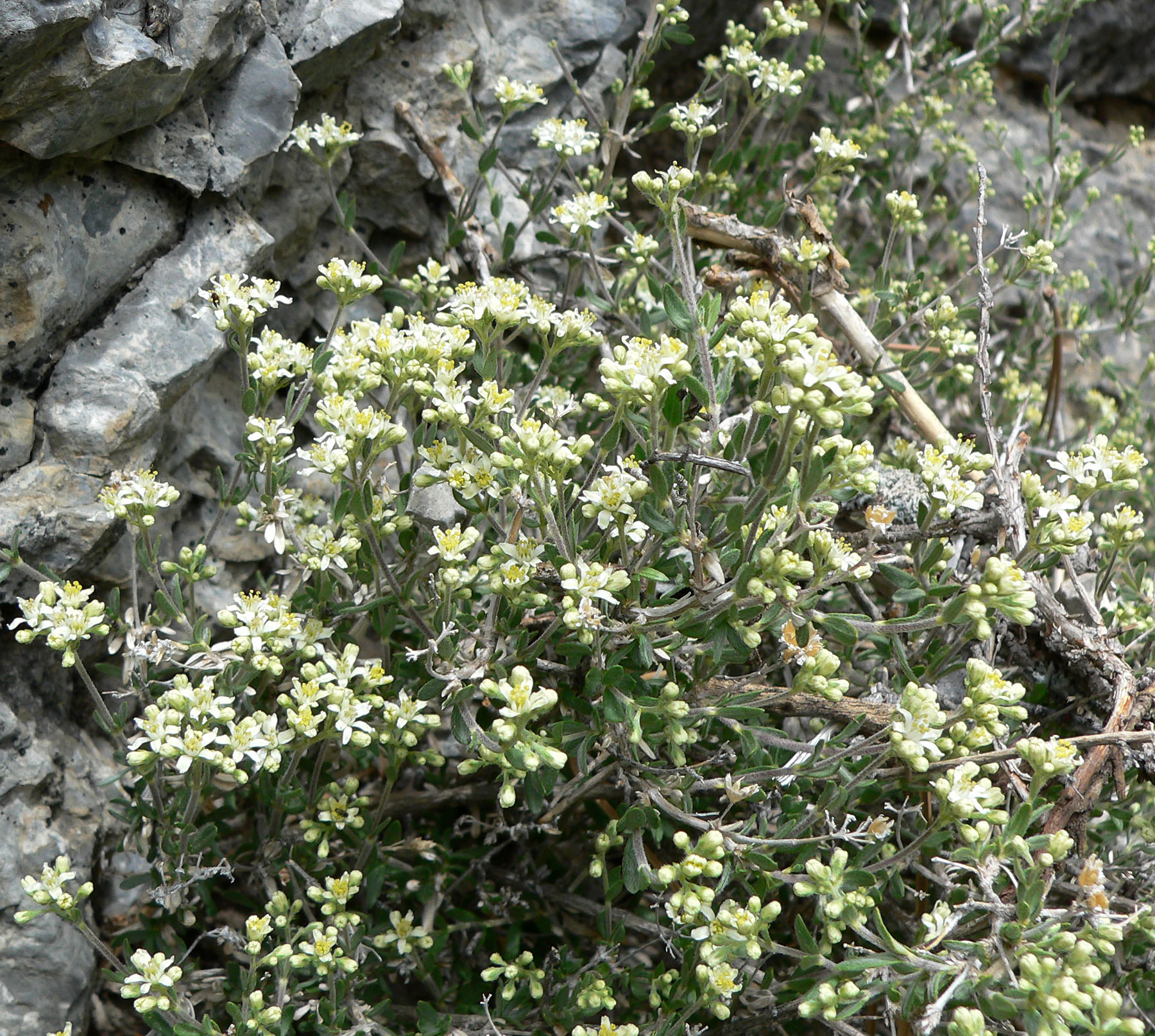